# Béjart Ballet Lausanne
Das Béjart Ballett Lausanne ist eine Schweizer Balletttruppe. Sie befindet sich in der Stadt Lausanne an der Oper Lausanne, gastiert aber auch in anderen Ländern.

## Geschichte
Das Béjart Ballett Lausanne wurde 1987 von Maurice Béjart gegründet. Maurice Béjart hatte zuvor das Ballet du XXme Siècle am Théâtre Royal de la Monnaie in Brüssel, Belgien, gegründet und geleitet.
Seit September 2024 ist Julien Favreau künstlerischer Leiter. 
Zum künstlerischen Team gehören Julien Favreau, Juichi Kobayashi, Domenico Levré und Elisabet Ros.

## Tänzerinnen und Tänzer

### Tänzerinnen
Clara Boitet, Floriane Bigeon, Solène Burel, Jasmine Cammarota, Kateryna Chebykina, Oana Cojocaru, Jule Deutschmann, Carolina Fregnan, Emma Foucher, Valerija Frank, Min Kyung Lee, Gohar Mkrtchyan, Mari Ohashi, Chiara Posca, Elisabet Ros, Bianca Stoicheciu und Kathleen Thielhelm.

### Tänzer
Edoardo Boriani, Alessandro Cavallo, Cyprien Bouvier, Dorian Browne, Oscar Eduardo Chacón, Julien Favreau, Oscar Frame, Kwinten Guilliams, Hideo Kishimoto, Zsolt Kovacs, Jeronimas Krivickas, Andrea Luzi, Antoine Le Moal, Federico Matetich, Liam Morris, Masayoshi Onuki, Vito Pansini, Angelo Perfido, Daniel Aguado Ramsy, Konosuke Takeoka und Denovane Victoire. 